# Planigale tenuirostris
Planigale tenuirostris é uma espécie de marsupial da família Dasyuridae. Endêmica da Austrália.
- Nome Popular: planigale-de-focinho-estreito
- Nome Científico: Planigale tenuirostris (Troughton, 1928)

## Características
É um marsupial muito pequeno e achatado, de cabeça triangular. O corpo é marrom no dorso e o ventre é cinza, com a garganta e a parte inferior da cabeça branca, as garras são marrons. Mede cerca de 5–7 cm de comprimento e a cauda de 5–6 cm, pesa cerda de 4-9 gramas;

## Hábitos alimentares
O planigale-de-focinho-estreito, como outros membros do gênero Planigale, come principalmente insetos e outros artrópodes.

## Habitat
Vivem em regiões áridas e semiáridas da Austrália, savanas, matagais xéricos e desertos;

## Distribuição Geográfica
Nova Gales do Sul, Território do Norte, Queensland, Austrália Meridional;